# Rhinophrynus dorsalis
Rhinophrynus dorsalis é a única espécie do género Rhinophrynus e da família Rhinophrynidae da ordem Anura. A sua distribuição vai desde o sul do Texas passando pelo México, Guatemala, Honduras, El Salvador e indo até Nicaragua e Costa Rica.

## Características
O Rhinophrynus dorsalis mede 8 centímetros de comprimento, e possui manchas vermelhas pelo corpo, e uma faixa vermelha ao longo da região centro do dorso. Tem pernas curtas, e uma pequena e pontiaguda cabeça. Seus pés possuem apêndice semelhantes a pás com pequenos cornos, que são utilizadas para escavar o solo. Seus olhos são relativamente pequenos, e o tímpano não é visível. Único entre o sapos, a língua projeta-se diretamente para fora da frente da boca, ao invés de ser atirada para fora como em todos os outros sapos.

## Ecologia e comportamento
Passa a maior parte de sua vida no subsolo. Depois dos períodos dechuva, ele emerge do solo e põe seus ovos numa fonte de água. Ele pode viajar maus de 1,6 quilômetros para encontrar uma fonte de água adequada para a ovipostura. Devido a inconstância das chuvas, o anuro pode se reproduzir a qualquer época do ano. Ele cava o solo com suas patas e se enterra novamente quando o terreno começa a ficar seco. Os estágios do ciclo de vida são relativamente curtos, os ovos levam poucos dias para eclodirem, e os girinos de 1 a 3 meses para se desenvolverem. Sua vocalização é alta, e a usa como chamado ou sinal de alarme, e quando vocaliza seu corpo torna-se inflado. Se alimenta de insetos, principalmente de formigas e térmites.

## Evolução
Rhinophrynus dorsalis é geneticamente único:
"A única espécie, dentro do único gênero da família Rhinophrynidae, e com mais de 190 milhões de anos de evolução independente, é a espécie mais distinta evolutivamente de anfíbio na Terra; a raposa-voadora, o urso-polar, a orca, o canguru e o homem são mais similares entre si que esta espécie com os outros anfíbios."